# Turkey International 2009
Die Turkey International 2009 fanden vom 17. bis zum 20. Dezember 2009 in Istanbul statt. Es war die zweite Auflage des Turniers.

## Die Sieger und Platzierten
| Disziplin    | Gold                                | Silber                               | Bronze                              |
| ------------ | ----------------------------------- | ------------------------------------ | ----------------------------------- |
| Herreneinzel | Ville Lång                          | Henri Hurskainen                     | Kristian Nielsen                    |
| Herreneinzel | Ville Lång                          | Henri Hurskainen                     | Steffen Rasmussen                   |
| Dameneinzel  | Li Shuang                           | Anne Hald                            | Fabienne Deprez                     |
| Dameneinzel  | Li Shuang                           | Anne Hald                            | Gustiani Megawati                   |
| Herrendoppel | Joel Johansson-Berg Imam Sodikin    | Zvonimir Đurkinjak Zvonimir Hölbling | Mathias Fernström Peder Nordin      |
| Herrendoppel | Joel Johansson-Berg Imam Sodikin    | Zvonimir Đurkinjak Zvonimir Hölbling | Johan Kasperi Oscar Kruse           |
| Damendoppel  | Emelie Lennartsson Emma Wengberg    | Özge Bayrak Li Shuang                | Rabia Kemer Öznur Çalışkan          |
| Damendoppel  | Emelie Lennartsson Emma Wengberg    | Özge Bayrak Li Shuang                | Staša Poznanović Špela Silvester    |
| Mixed        | Viki Indra Okvana Gustiani Megawati | Tore Vilhelmsen Sara Thygesen        | Zvonimir Đurkinjak Staša Poznanović |
| Mixed        | Viki Indra Okvana Gustiani Megawati | Tore Vilhelmsen Sara Thygesen        | Joel Johansson-Berg Amanda Högström |